# Бендзин (Радомщанський повіт)
Бендзин (пол. Będzyn) — село в Польщі, у гміні Масловиці Радомщанського повіту Лодзинського воєводства.
У 1975-1998 роках село належало до Пйотрковського воєводства.